# José Ángel García de Cortázar
José Ángel García de Cortázar y Ruiz de Aguirre (Bilbao, 23 de junio de 1939) es un historiador español; medievalista especializado en la historia de la Alta Edad Media. Es Catedrático emérito de Historia Medieval en la Universidad de Cantabria. Es hermano del también historiador Fernando García de Cortázar.

## Biografía académica
Nació en Bilbao el 23 de junio de 1939. Se licenció en Historia en la Universidad de Valladolid, donde obtuvo el grado de doctor -con la tesis sobre el Monasterio de San Millán de la Cogolla-, y fue profesor ayudante de Historia Medieval. Estuvo también como profesor en la Universidad de Salamanca y en la Universidad de Santiago de Compostela, donde consiguió la cátedra. Desde 1978 está en la Universidad de Cantabria como catedrático de Historia medieval.
Centrado en la investigación de la Alta Edad Media, siglo V al siglo X, y en concreto del tránsito desde el Imperio romano e Imperio carolingio hasta la construcción de los reinos del medievo. Ha estudiado con profundidad el feudalismo y la sociedad medieval con especial atención a las estructuras del poder, la historia rural y la organización y relaciones sociales especialmente del territorio demarcado por el mar Cantábrico y el río Duero.

## Premios
Doctor honoris causa por la Universidad del País Vasco

## Obra
De entre sus libros destacan:
- Aspectos económicos y sociales del señorío de Vizcaya, a fines del siglo XV (tesis doctoral). Bilbao : El Noticiero Bilbaíno. 1965.
- La época Medieval. Alianza. 1973. ISBN 8420620408.
- La historia rural medieval: Un esquema de análisis estructural de sus contenidos a través del ejemplo hispanocristiano. Universidad de Santander. 1982. ISBN 8460012484.
- Historia general de la Edad Media. Mayfe. 1983. ISBN 8485432703.
- La memoria histórica en Cantabria. Universidad de Cantabria. 1996. ISBN 8481021458.
- Historia de la Edad Media: una síntesis interpretativa. Alianza. 1999. ISBN 978-84-206-8690-5.
- Del Cantábrico al Duero. Trece estudios sobre organización social del espacio en los siglos VIII a XIII. 2002.
- Sociedad y organización del espacio en la España Medieval. Universidad de Granada. 2004. ISBN 84-338-3196-8.
- Manual de Historia Medieval. (con José Ángel Sesma Muñoz) Alianza. 2008. ISBN 978-84-206-4903-0.
- José Ramón Díaz de Durana (entrevist.) (2008). Pasión por la Edad Media : entrevista a José Ángel García de Cortázar. Universidad de Valencia. ISBN 978-84-370-6985-2.
- Ramón Teja Casuso (coords.) (2008). Monasterios cistercienses en la España medieval. Fundación Santa María la Real. ISBN 978-84-89483-48-4.